# Die Gnoufs
Die Gnoufs (Originaltitel: Les Gnoufs) ist eine computeranimierte französische Kinderfernsehserie von Bertrand Santini in 52 Episoden, die von 2004 bis 2007 ausgestrahlt wurde. Im Original wurde sie ausgestrahlt auf France 3. Das ZDF und der Sender Nick sendete sie in der deutschen Fassung. Der Name Gnouf ist ein Phantasiebegriff.

## Handlung
Die Serie dreht sich um sieben außerirdische Lebensformen, die Gnoufs, welche die Erde erforschen. Diese Wesen habe eine rundliche Gestalt, humanoide Extremitäten und Sinnesorgane, ausgenommen Hippo-Gnouf, welcher aussieht wie ein Nilpferd und Hampel-Gnouf, der ein Schachtelteufel ist. Ansonsten unterscheiden sie sich nur durch ihre Farbgebung. Gnoufs können ihren Körper verlassen und in sowohl belebte als auch unbelebte Dinge schlüpfen. Die Gnoufs besitzen Ballons, mit denen sie bei Bedarf längere Strecken fliegend, auch im Weltall, zurücklegen können. Jedes der Wesen besitzt bestimmte philosophische und soziale Züge.
Jede Folge dauert etwa zehn Minuten und stellt die Gnoufs vor Rätsel oder Probleme. Die Serie weist häufig auf Umweltprobleme und menschliches Fehlverhalten hin.

## Figuren
- Hoppel Gnouf/Captain Isswahr (frz.: Lapi Gnouf; Lapin = Kaninchen), Phantast, rosarot, teilt seine Rolle mit seinem Alter Ego, Captain Isswahr, einem Superhelden.
- Giga Gnouf (frz.: Giga Beb), Hedonist, ähnelt einem Großen Panda.
- Schlauwi Gnouf (frz.: Grou Gnouf), Gelehrter, türkis.
- Hippo Gnouf (frz.: Ani Gnouf), Selbstkritiker, dunkelblau.
- Micro Gnouf (frz.: Micro Gnouf), Nesthäkchen, violett.
- Hampel Gnouf (frz.: Kripi Gnouf), Zyniker, sieht aus wie ein Schachtelteufel.
- Mini Gnouf (frz.: Mini Beb), naiv, orange.